# NGC 8
NGC 8 est une étoile double (binaire visuelle ou double optique) découverte en 1865 par l'astronome russo-américain Otto Struve. Elle est séparée de la galaxie NGC 9 de seulement 2,7 minutes d'arc.